# Makongorosi
Makongorosi è una circoscrizione urbana (urban ward) della Tanzania situata nel distretto di Chunya, regione di Mbeya. Conta una popolazione di 18 116 abitanti (censimento 2012).